# David

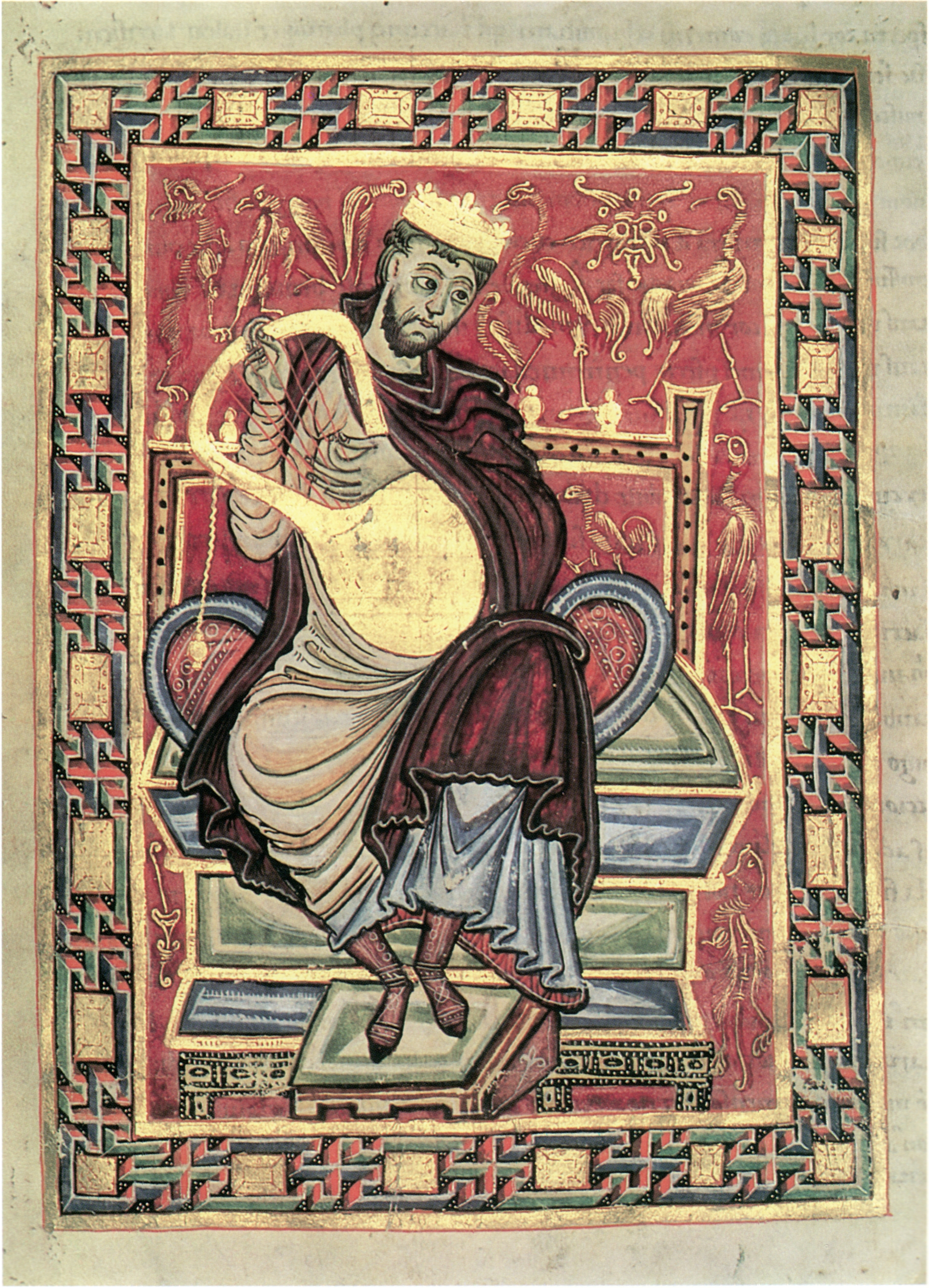
Miniatur König Davids aus dem Egbert-Psalter (10. Jahrhundert)

David (hebräisch דָּוִד und דָּוִיד Dāwid) war laut 1. und 2. Buch Samuel, dem 1. Buch der Könige und dem 1. Buch der Chronik des Tanach König von Juda und als Nachfolger Sauls auch von Israel. David soll um 1000 v. Chr. gelebt haben und gilt als Verfasser zahlreicher Psalmen, der Davidpsalmen. Aus der prophetischen Zusage eines ewigen Bestands der Daviddynastie (2 Sam 7 ) entwickelte sich die biblische Messias-Erwartung, die im Judentum eine große Bedeutung hat.

## Name
Der Name דָּוִד Dāwid leitet sich entweder von ידד jdd „lieben“ bzw. דּוֹד dōd „Geliebter“ ab, oder von דּוֹד dōd „Vaterbruder“, „Onkel väterlicherseits“, was ein Verständnis als Ersatzname impliziert.
In der Septuaginta lautet der Name Δαυίδ Dauíd, in der Vulgata David. Der Koran gibt den Namen als داود und داوود Dāwūd wieder. Als twti erscheint der Name als Bezeichnung eines Ausländers auf einer ägyptischen Stele aus der Zeit um 1750 v. Chr.

## David in den Samuelbüchern

### Der junge David

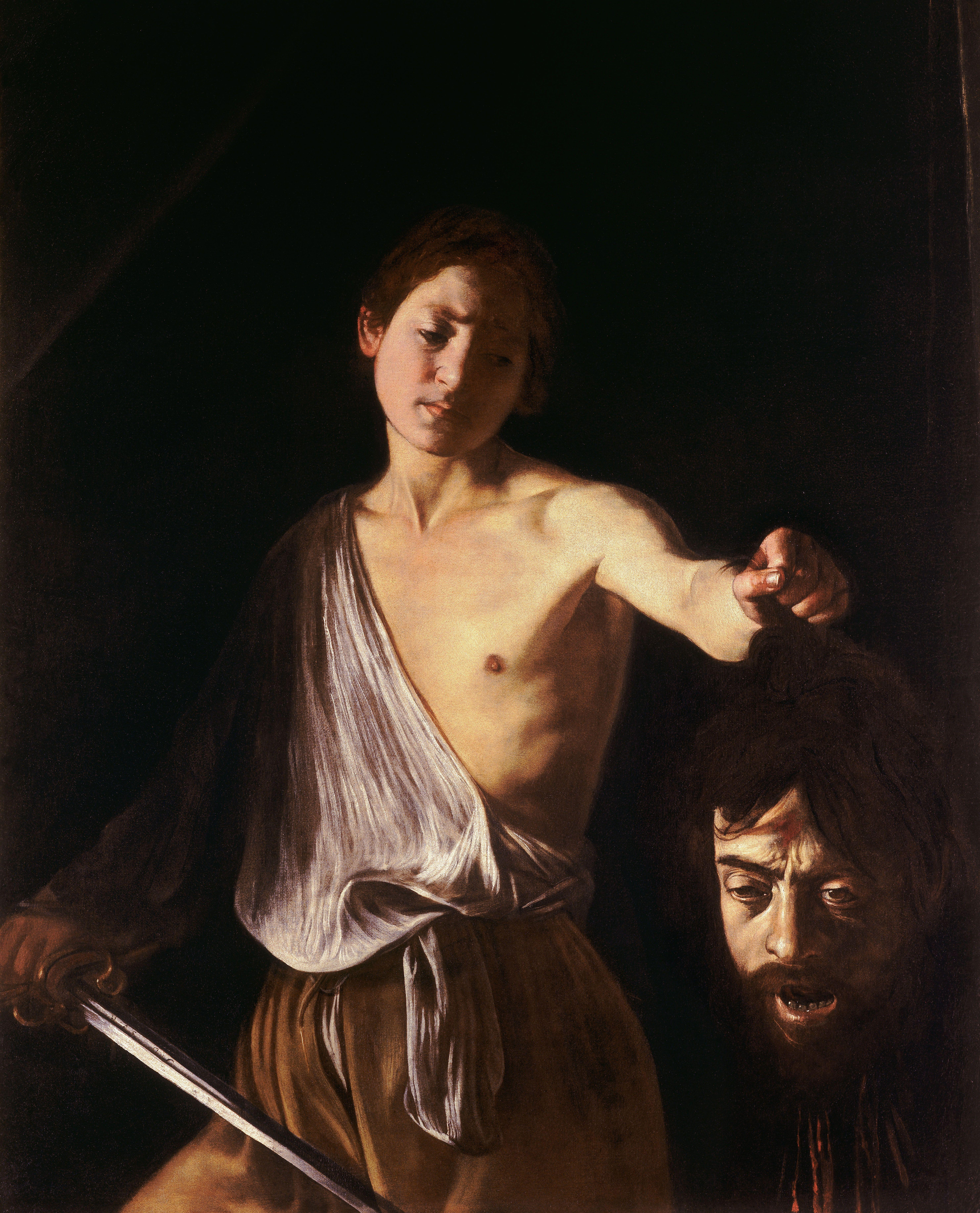
Caravaggio: David mit dem Kopf Goliaths (1608/07).

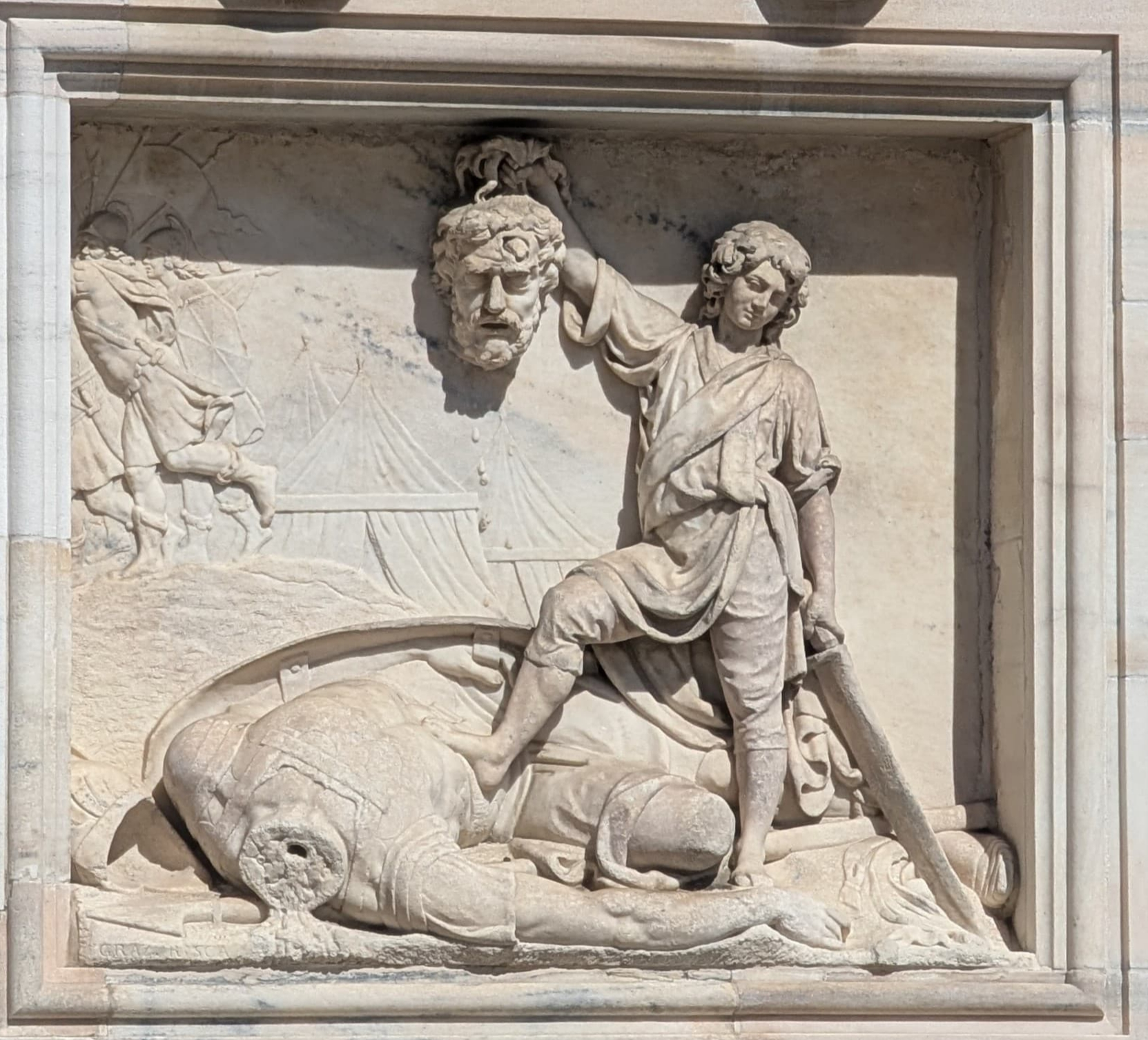
David mit dem Haupt Goliaths. Marmorrelief (1795) des italienischen Bildhauers Grazioso Rusca an der Hauptfassade des Mailänder Doms

David wurde als jüngster Sohn Isais (Jesse) in Bethlehem geboren. Bereits als Knabe salbte ihn Samuel zum künftigen König. Bald kam er an den Hof Sauls, was in der Bibel in zwei sich gegenseitig ausschließenden Varianten erzählt wird. In der ersten (1 Sam 16,14–23 ) lässt Saul ihn holen, um sich durch Davids Spiel auf der „Harfe“ Kinnor aufmuntern zu lassen, denn er wurde „durch einen vom Herrn gesandten bösen Geist geplagt“. Unmittelbar daran (1 Sam 17 ) schließt sich die bekannte Erzählung vom Sieg über den Riesen Goliath an: Der Hirtenjunge David, der eigentlich nur seinen im Heer dienenden Brüdern Brot und Käse bringen sollte, ertrug die lästerlichen Verhöhnungen des Vorkämpfers der Philister nicht. Er wurde Saul vorgestellt und mit dessen Rüstung ausgestattet, verzichtete jedoch auf diese und tötete den in Bronze und Eisen gepanzerten Philister (ein Hinweis auf die beginnende Eisenzeit im östlichen Mittelmeerraum) mit einer einfachen Steinschleuder. Daraufhin erkundigte sich Saul, wessen Sohn dieser tapfere Junge sei, und ließ ihn an seinen Hof kommen.
Am Hof zog David bald den Neid Sauls auf sich, da er als größerer Held erschien als der König. Saul versuchte deshalb mehrmals, ihn zu töten. David wurde von Saul in ein Gefecht gegen die Philister entsandt, aus dem er ihm 100 Vorhäute von getöteten Philistern bringen sollte. Saul ging davon aus, dass David dort sterben würde. Falls es ihm jedoch gelänge, die Vorhäute zu erbeuten, versprach Saul ihm seine Tochter Michal zur Frau. David brachte Saul sogar 200 Vorhäute von getöteten Philistern; damit war die Ehe von David und Michal besiegelt (1 Sam 18,17–28 ). Michal warnte David vor weiteren Mordabsichten ihres Vaters (1 Sam 19,11-18 ) und verhalf ihm zur Flucht. Auch Sauls Sohn Jonatan, mit dem David eng befreundet war (1 Sam 19,1–7 ), unterstützte ihn.
David schlug sich als Bandenführer durch und wurde von Saul mit 3000 auserwählten Soldaten gejagt. In den Höhlen von En Gedi begab sich der König für seine Notdurft zufällig genau in die Höhle, in der sich David und seine Leute versteckt hielten. Doch statt ihn zu ermorden, wie es seine Bande forderte, schnitt David lediglich einen Zipfel des königlichen Gewandes ab. Diesen Zipfel präsentierte er Saul vor der Höhle als Zeichen seiner Loyalität. Tief gerührt prophezeite ihm der König, dass er dereinst König nach ihm werden würde, und ließ ihn schwören, seinem Geschlecht und Namen kein Leid anzutun. Daraufhin ließ er ihn ziehen. In der Folge verdingte sich David als Lehnsmann bei den Philistern. Während seines Aufenthaltes ging er gegen Räuberbanden in der Wüste vor. David verschonte Saul zum zweiten Mal, als er sich in Sauls Lager schlich und zum Zeichen seiner Überlegenheit nur dessen Spieß und Wasserkrug entwendete. Durch die zweimalige Verschonung Sauls macht der anonyme Verfasser der Erzählung Davids Respekt vor dem Königtum Nord-Israels sinnfällig. Das erleichterte den nord-israelitischen Stämmen später im Gegenzug auch das Königtum Davids anzuerkennen, das sich zum Schluss auf Nord- und Südreich erstreckte.

### David als König

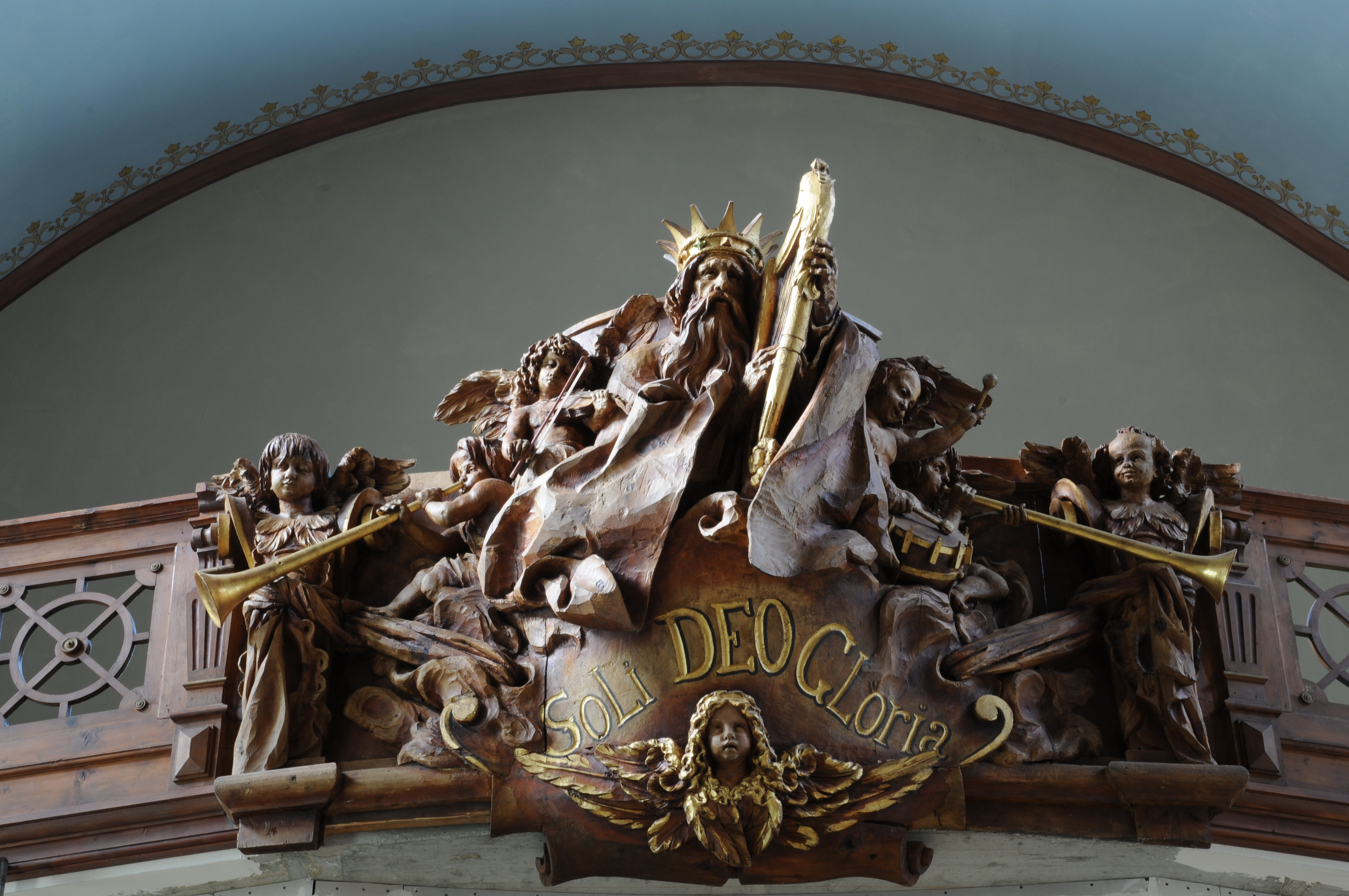
König David, holzgeschnitzt von Johann Baptist Moroder, Pfarrkirche St. Ulrich in Gröden (1910)

Als die Philister (vgl. Seevölker) gegen Israel rüsteten, verzichteten sie auf Davids Unterstützung, da sie ihm nicht trauten. Saul starb im Kampf gegen die Philister. Mit ihm fiel sein Sohn Jonatan, von dem David später sagte, seine Liebe habe ihm „mehr als Frauenliebe“ bedeutet (2 Sam 1,26 ). Da es nun keinen Thronfolger mehr gab, salbten die Ältesten der Israeliten David in Hebron zum König (2 Sam 5,3 ). Zum König über den Südstamm Juda hatte ihn der Prophet Samuel bereits Jahre vorher in Bethlehem gesalbt (1 Sam 16,1 ). Die Selbstverständlichkeit, mit der eine Spaltung Israels in ein Nord- und ein Südreich schon für Davids Lebenszeit berichtet wird, lässt den Schluss zu, dass diese Zweiteilung, die die Bibel erst für die Zeit nach dem Tode Salomos bezeugt, womöglich wesentlich älter war.
Durch politische Schachzüge und die Ausschaltung oder Bindung an sich überging David die Nachkommen Sauls: Er wurde auch zum König über Israel, das allerdings ein selbständiges Königreich blieb. Beide Reiche waren in Personalunion miteinander verbunden. David eroberte nun Jerusalem, das genau auf der Grenze zwischen beiden Teilreichen lag. Dadurch gehörte die Stadt zu keinem der zwölf Stammesgebiete, sondern gehörte als Krongut dem König allein.
Nach der Festigung seiner politischen Macht brachte David die Bundeslade, die bis dahin in der Stiftshütte in Schilo aufbewahrt worden war, nach Jerusalem, um die dortige Priesterschaft zu schwächen und Jerusalem auch zum religiösen Zentrum des Reiches zu machen. David führte eine Reihe von überwiegend erfolgreichen Kriegen gegen Israels Nachbarvölker, die meist sein Neffe Joab für ihn führte. So entstand ein Großreich, das im Norden Baalbek und Damaskus, im Osten Moab, im Süden das Gebiet bis zum Roten Meer und im Westen das Land bis zum Mittelmeer umfasst haben soll. Die Eroberung der Philistergebiete an der Küste zwischen Gaza und Jaffa gelang aber nicht.

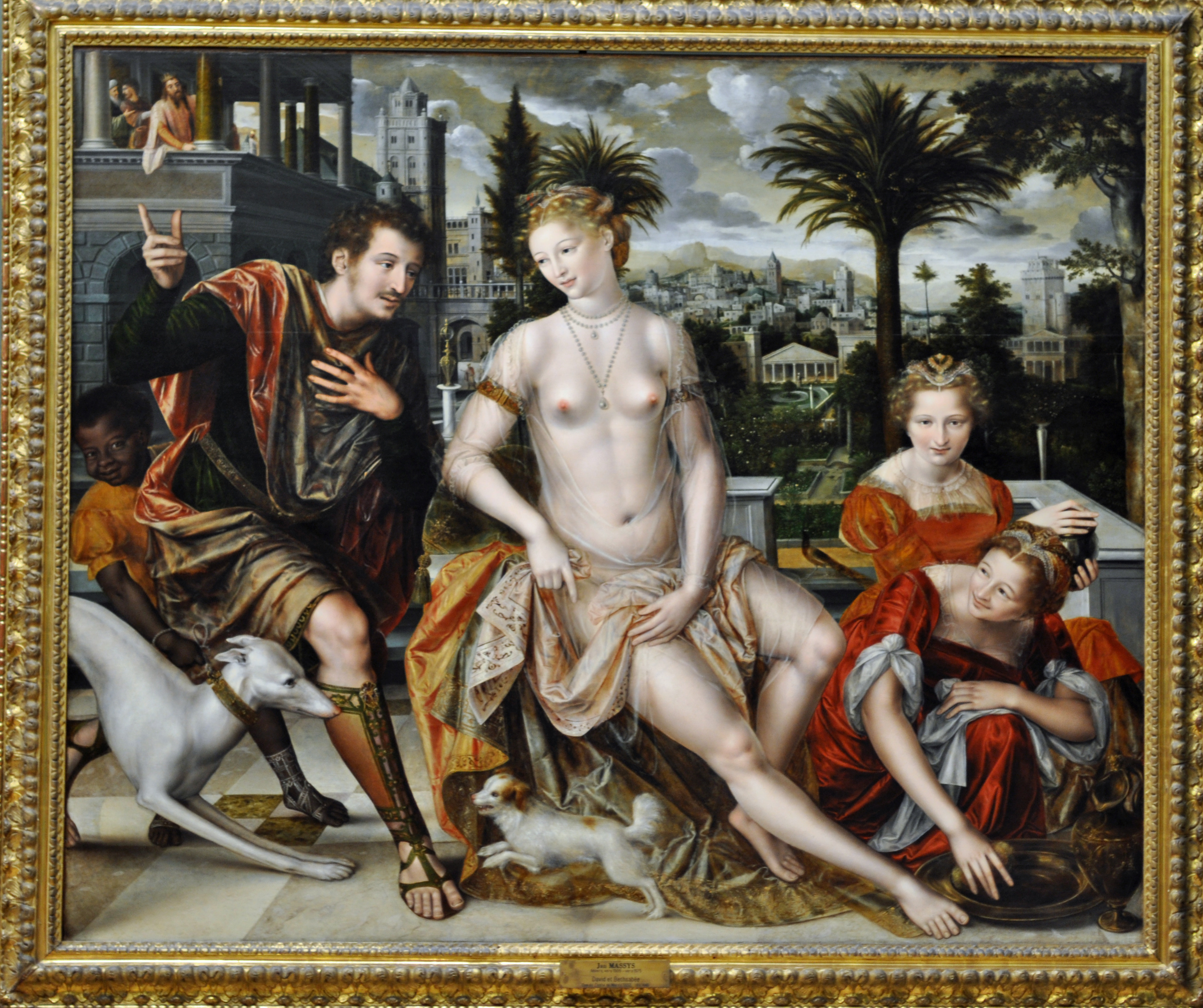
Jan Massys: David und Bathseba, Öl auf Leinwand (1562)

Zur Zeit eines Feldzugs gegen die Ammoniter schlief David mit Batseba, der Frau von Urija, einem Hethiter, der einer seiner Offiziere war. Ihr Ehemann befand sich zu der Zeit fernab vor dem belagerten Rabba. Als David erfuhr, dass Batseba von ihm schwanger war, ließ er Urija in der Hoffnung nach Jerusalem zurückkehren, dieser würde mit Batseba schlafen und das Kind später als eigenes anerkennen. Urija weigerte sich jedoch, das eigene Haus zu betreten und bei seiner Frau zu schlafen, solange die Kriegshandlungen andauerten und den anderen Soldaten dieses Vorrecht verwehrt sei. Womöglich durchschaute er auch Davids Absicht.
Daraufhin befahl David dem Joab in einem von Urija persönlich überbrachten Brief (dem sprichwörtlich gewordenen Uriasbrief), Urija an die vorderste Front zu stellen und sich dann von ihm zurückzuziehen, damit er falle. Diesmal ging Davids Plan auf, und er heiratete die Witwe. Sie war nach Sauls Tochter Michal, Abigail aus Maon und Ahinoam aus Jesreel, Haggit, Egla, Abital und Maacha, der Tochter des Königs Tamaris von Geschur, Davids achte Frau. Der Prophet Natan drohte ihm dafür Gottes Strafe an, und das Kind Batsebas starb. Trotz seiner Sünde blieb David in der Darstellung des Buches Samuel der Liebling Gottes, auch wenn ihm zur Strafe verwehrt blieb, den Jerusalemer Tempel zu bauen. Das blieb dem zweiten Kind vorbehalten, das Batseba dem David gebar, nämlich Salomo.
Ein anderer Sohn Davids, Absalom (auch: Abschalom), versuchte seinen Vater zu stürzen, was ihm auch beinahe gelang.
Der alte David bestimmte kurz vor seinem Tod auf Rat Batsebas und Natans (des Propheten) anstelle des ehrgeizigen Adonija Salomo zu seinem Nachfolger und ließ ihn zum König salben.
Das David-Bild der Samuelbücher ist psychologisch differenziert. Es zeigt Licht-, aber auch Schattenseiten des Helden wie Zögern, Zweifeln, Freundschaft, Liebe, Altersbeschwerden, Zorn, Begehren und schwere Schuld. Das ist bei Königserzählungen jener Zeit ohne Beispiel.

### Gottes Bund mit David
Als zentraler Text für die göttliche Verheißung einer ewigen Dynastie der Davididen gilt 2 Sam 7,1-29  mit ihrer Parallele in 1 Chr 7,1-17 . Dort wird von Davids Wunsch berichtet, Gott ein „Haus“, d. h. einen Tempel zu errichten. Gott allerdings antwortet darauf – vermittelt durch den Propheten Nathan –, dass dies nicht Davids Aufgabe sei, sondern die seines Nachwuchses. Stattdessen werde er, Gott, David ein Haus errichten, d. h. eine Dynastie, die ewig bestehen soll. In diesem Text wird dieses Versprechen von Gott zwar nicht als „Bund“ bezeichnet, hingegen einige Kapitel später in 2 Sam 23,5 . Außerdem wird ein solcher „Bund“ mit David in Ps 89,40 , Ps 111,9 , Jes 55,3  und Jer 33,21  erwähnt. Debattiert wird, welche Text(-fragment)e ursprünglicher seien. Leitend ist hierbei die Frage, ob die versprochene Regentschaft nach dem politischen Ende des davidischen Königtums von diesem Zeitpunkt an als heilsgeschichtlich noch ausstehendes Ereignis interpretiert wurde. In 1 Kön 2,4  und 1 Kön 8,25  wird eine Voraussetzung für den Bund mit dem Königtum Davids genannt: Die Israeliten sind angehalten, auf Gottes Wegen zu bleiben. Hier lässt sich fragen, ob mit dieser bedingten Gültigkeit der Verheißung im Königebuch eine Erklärung für das Ausbleiben jener politischen Dynastie eingeführt werden soll.
In jedem Fall bezieht sich nicht nur das Alte Testament immer wieder auf diese Tradition eines göttlichen Versprechens an die Nachkommenschaft Davids, auch das Neue Testament knüpft mit seiner Messiaserwartung vielfach daran an, z. B. Lk 1,32 .

## Stammlinie (Buch Rut)
| Juda | Juda | Juda | Juda | Juda      | Juda   |        |        | Tamar  | Tamar  | Tamar | Tamar | Tamar | Tamar |       |       |       |       |     |     |           |           |           |           |           |           |         |         |         |         |       |       |       |       |
| Juda | Juda | Juda | Juda | Juda      | Juda   |        |        | Tamar  | Tamar  | Tamar | Tamar | Tamar | Tamar |       |       |       |       |     |     |           |           |           |           |           |           |         |         |         |         |       |       |       |       |
|      |      |      |      |           |        |        |        |        |        |       |       |       |       |       |       |       |       |     |     |           |           |           |           |           |           |         |         |         |         |       |       |       |       |
|      |      |      |      | Perez     |        |        |        |        |        |       |       |       |       |       |       |       |       |     |     |           |           |           |           |           |           |         |         |         |         |       |       |       |       |
|      |      |      |      |           |        |        |        |        |        |       |       |       |       |       |       |       |       |     |     |           |           |           |           |           |           |         |         |         |         |       |       |       |       |
|      |      |      |      | Hezron    |        |        |        |        |        |       |       |       |       |       |       |       |       |     |     |           |           |           |           |           |           |         |         |         |         |       |       |       |       |
|      |      |      |      |           |        |        |        |        |        |       |       |       |       |       |       |       |       |     |     |           |           |           |           |           |           |         |         |         |         |       |       |       |       |
|      |      |      |      | Ram       |        |        |        |        |        |       |       |       |       |       |       |       |       |     |     |           |           |           |           |           |           |         |         |         |         |       |       |       |       |
|      |      |      |      |           |        |        |        |        |        |       |       |       |       |       |       |       |       |     |     |           |           |           |           |           |           |         |         |         |         |       |       |       |       |
|      |      |      |      | Amminadab |        |        |        |        |        |       |       |       |       |       |       |       |       |     |     |           |           |           |           |           |           |         |         |         |         |       |       |       |       |
|      |      |      |      |           |        |        |        |        |        |       |       |       |       |       |       |       |       |     |     |           |           |           |           |           |           |         |         |         |         |       |       |       |       |
|      |      |      |      | Nachschon |        |        |        |        |        |       |       |       |       |       |       |       |       |     |     |           |           |           |           |           |           |         |         |         |         |       |       |       |       |
|      |      |      |      |           |        |        |        |        |        |       |       |       |       |       |       |       |       |     |     |           |           |           |           |           |           |         |         |         |         |       |       |       |       |
|      |      |      |      | Salmon    | Salmon | Salmon | Salmon | Salmon | Salmon |       |       | Rahab | Rahab | Rahab | Rahab | Rahab | Rahab |     |     | Elimelech | Elimelech | Elimelech | Elimelech | Elimelech | Elimelech |         |         | Noomi   | Noomi   | Noomi | Noomi | Noomi | Noomi |
|      |      |      |      | Salmon    | Salmon | Salmon | Salmon | Salmon | Salmon |       |       | Rahab | Rahab | Rahab | Rahab | Rahab | Rahab |     |     | Elimelech | Elimelech | Elimelech | Elimelech | Elimelech | Elimelech |         |         | Noomi   | Noomi   | Noomi | Noomi | Noomi | Noomi |
|      |      |      |      |           |        |        |        |        |        |       |       |       |       |       |       |       |       |     |     |           |           |           |           |           |           |         |         |         |         |       |       |       |       |
|      |      |      |      |           |        |        |        | Boas   | Boas   | Boas  | Boas  | Boas  | Boas  |       |       | Rut   | Rut   | Rut | Rut | Rut       | Rut       |           |           | Machlon   | Machlon   | Machlon | Machlon | Machlon | Machlon |       |       |       |       |
|      |      |      |      |           |        |        |        | Boas   | Boas   | Boas  | Boas  | Boas  | Boas  |       |       | Rut   | Rut   | Rut | Rut | Rut       | Rut       |           |           | Machlon   | Machlon   | Machlon | Machlon | Machlon | Machlon |       |       |       |       |
|      |      |      |      |           |        |        |        |        |        |       |       |       |       |       |       |       |       |     |     |           |           |           |           |           |           |         |         |         |         |       |       |       |       |
|      |      |      |      |           |        |        |        |        |        |       |       | Obed  |       |       |       |       |       |     |     |           |           |           |           |           |           |         |         |         |         |       |       |       |       |
|      |      |      |      |           |        |        |        |        |        |       |       |       |       |       |       |       |       |     |     |           |           |           |           |           |           |         |         |         |         |       |       |       |       |
|      |      |      |      |           |        |        |        |        |        |       |       | Isai  |       |       |       |       |       |     |     |           |           |           |           |           |           |         |         |         |         |       |       |       |       |
|      |      |      |      |           |        |        |        |        |        |       |       |       |       |       |       |       |       |     |     |           |           |           |           |           |           |         |         |         |         |       |       |       |       |
|      |      |      |      |           |        |        |        |        |        |       |       | David |       |       |       |       |       |     |     |           |           |           |           |           |           |         |         |         |         |       |       |       |       |

Rut 1,1–2 , Rut 4,12–22 

## David im Neuen Testament
David ist im Unterschied zu anderen Königen des Alten Testaments (Saul, Salomon) im Neuen Testament umfangreich aufgegriffen. Das besondere Interesse resultiert dabei aus der Vorstellung, dass der erwartete Messias aus dem Haus David stammen müsse, so dass Jesus mehrfach mit dem Titel „Sohn Davids“ angeredet wird.
In den Kindheitsgeschichten des Matthäus-Evangeliums und des Lukas-Evangeliums, die zwei unterschiedliche Stammlinien der Vorfahren Jesu angeben, wird die genealogische Verbindung zwischen Jesus und David über seinen Vater Josef hergestellt. Dazu passt auch, dass Jesus in der „Davidsstadt“ Bethlehem auf die Welt kommt. Im Evangelium nach Matthäus wird Jesus besonders in den Wundererzählungen als Davidssohn angesprochen und damit als der Heil bringende Messias bezeichnet. Auch Paulus setzt die Abstammung Jesu aus dem Geschlecht Davids voraus (2 Tim 2,8  und Röm 1,3f ). Im Evangelium nach Johannes wird die Messianität Jesu von einem Teil seiner Zeitgenossen unter Hinweis auf Jesu Herkunft aus Galiläa bestritten (Joh 7,40–43 ). Hier wird entweder die damals verbreitete Unkenntnis der Herkunft Jesu sichtbar, oder es kommt zum Ausdruck, dass der Verfasser dieses Evangeliums die davidische Herkunft Jesu nicht voraussetzt. Diese breite neutestamentliche Bezeugung soll darauf verweisen, dass „in der Familie Jesu die Tradition lebendig war, von David abzustammen“. Im Rückblick späterer Generationen wurde David zu einer Heilsgestalt und zum Hoffnungsbild des kommenden Messias. Dieser musste Nachkomme („Sohn“) Davids sein.

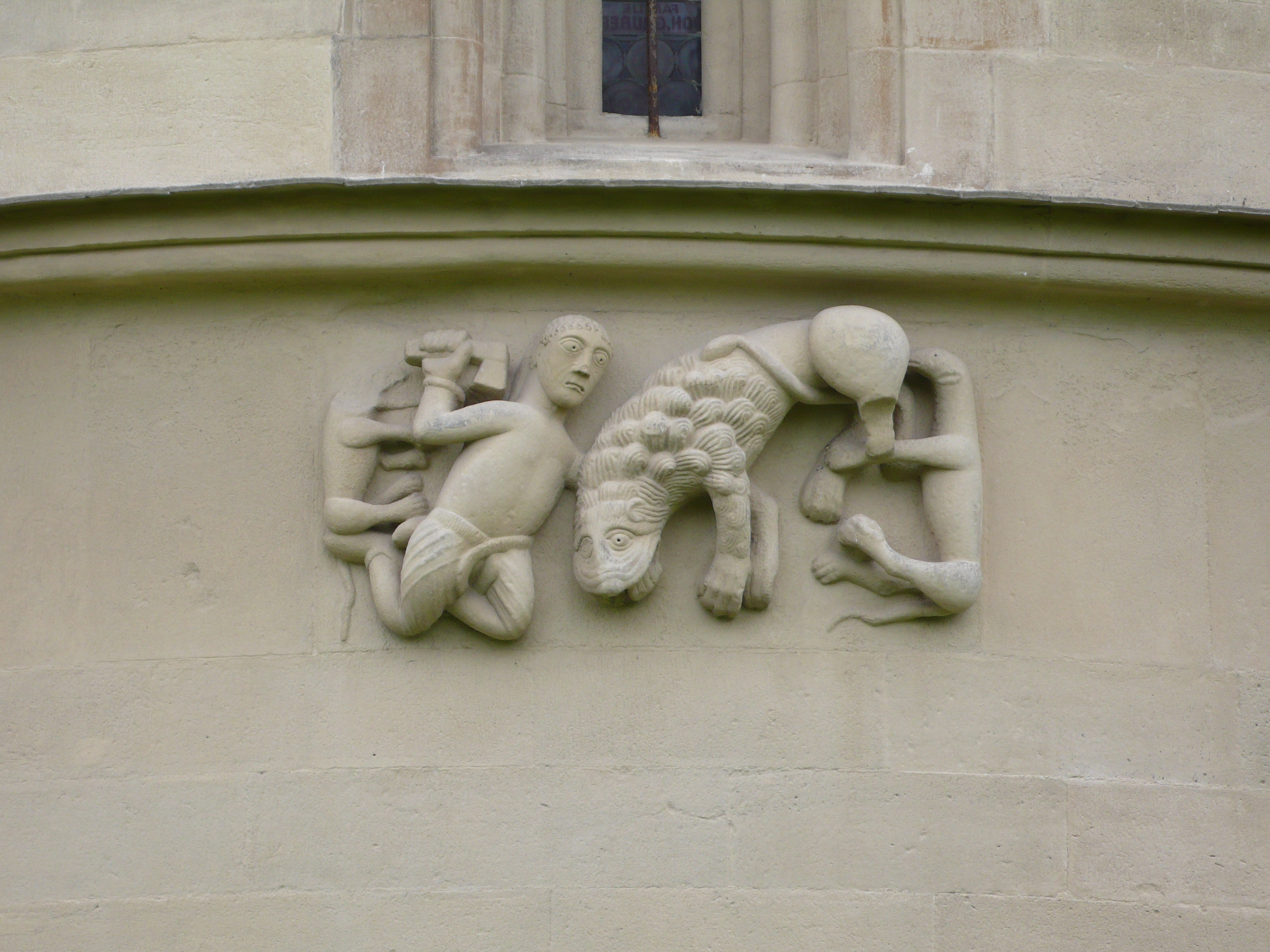
Kampf Davids mit dem Löwen, Steinerne Bibel von Schöngrabern, Niederösterreich (um 1220)

## David im Christentum
Davids Bedeutung für das Christentum beruht auf der Tatsache, dass Jesus als Messias Sohn Davids genannt wird. Vorbildlich wird auch sein Beten und die Reue nach der Verführung von Batseba gesehen sowie sein Kampfesmut (siehe Bild) bei Konflikten mit Feinden und mit Versuchungen.
Mittelalterlichen Autoren galt David als der Prototyp des Psalmisten und des Dichters; er galt zu dieser Zeit als Patron der Meistersinger. Im Hymnus Dies irae prophezeit er zusammen mit der Sibylle das Herankommen des Jüngsten Gerichts. Im Mittelalter galt David als beispielhafter Ritter und beispielhafter König; Karl der Große liebte es, von seinen Höflingen als „der neue David“ angeredet zu werden. Der frühmittelalterliche armenische Historiker Moses von Choren führte die Abstammung der Bagratiden-Dynastie auf König David zurück. Die Salbung Davids durch den Propheten Samuel war im Mittelalter Vorbild für die kirchliche Königssalbung. Auch in der Frühen Neuzeit spielt David eine bedeutende Rolle als Vorbild des Herrschers. In Malerei und Bildhauerei wird er vor allem als Triumphator über Goliat, aber auch als Musiker und Tänzer dargestellt. Indem David vor seinem Vorgänger Saul musiziert, erscheint er als Prototyp des modernen Musiktherapeuten. Als Tänzer vor der Bundeslade kann er den gottesfürchtigen Herrscher symbolisieren, aber auch den triumphierenden, der siegreich in eine Stadt einzieht. Als Verfasser und Sänger der Psalmen versinnbildlicht David die übernatürliche Inspiration der Kirchenmusik, die musische Bildung des weltlichen Herrschers, kann aber auch nach Art der Engel als Himmelsmusiker ins Bild gesetzt werden, als Musikpatron oder als biblische Identifikationsfigur des melancholisch-kontemplativen Künstlers.

## David im Islam

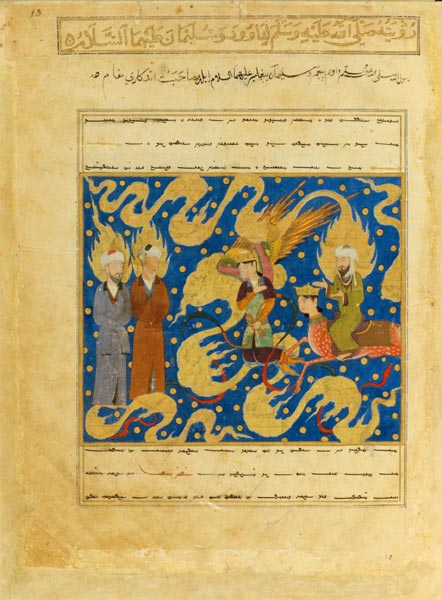
Mohammed (rechts auf seinem Pferdemenschen Buraq sitzend) trifft im Himmel auf David und Salomo (aus dem Miradschname)

David erscheint im Koran als Dāwūd (arabisch داود, auch داوود). In Sure 2, Verse 249 bis 251 wird zudem Davids Sieg über Goliat (arab. Ǧālūt, جالوت) erwähnt. In Sure 21, Vers 78, erscheint David als vorbildlicher Herrscher und Richter, in Sure 38, Verse 21–25 als reuiger Sünder. In Sure 5, Vers 82 wird die Verfluchung einer Gruppe von Juden durch David und Jesus wiedergegeben, welche die göttlichen Gebote missachteten. In Sure 34, Vers 10–12 (auch 21, 80) ist David ein Waffenschmied, für den das Eisen erweicht wird, woraus er Kettenpanzerhemden fertigt. Ferner wird seine magische Qualität als Sänger betont, die geeignet war, nicht nur Menschen, sondern auch wilde Tiere und die Natur zu beeinflussen.

## David in der Geschichtswissenschaft
Die Machtfülle Davids, wie sie die Bibel darstellt, ist nicht belegt. Im Vergleich zu Ägypten und zu den Assyrern war er ein Provinzfürst. Die biblische Schilderung seiner und Salomos Regierungszeit als des Höhepunkts der staatlichen Bedeutung Israels ist nicht sicher. Zur Zeit Davids dürfte Jerusalem weniger als 1500 Einwohner besessen haben. Es kann weder archäologisch, noch anhand der Aufzeichnungen anderer Reiche nachgewiesen werden, dass Davids Reich ein  Großreich war.

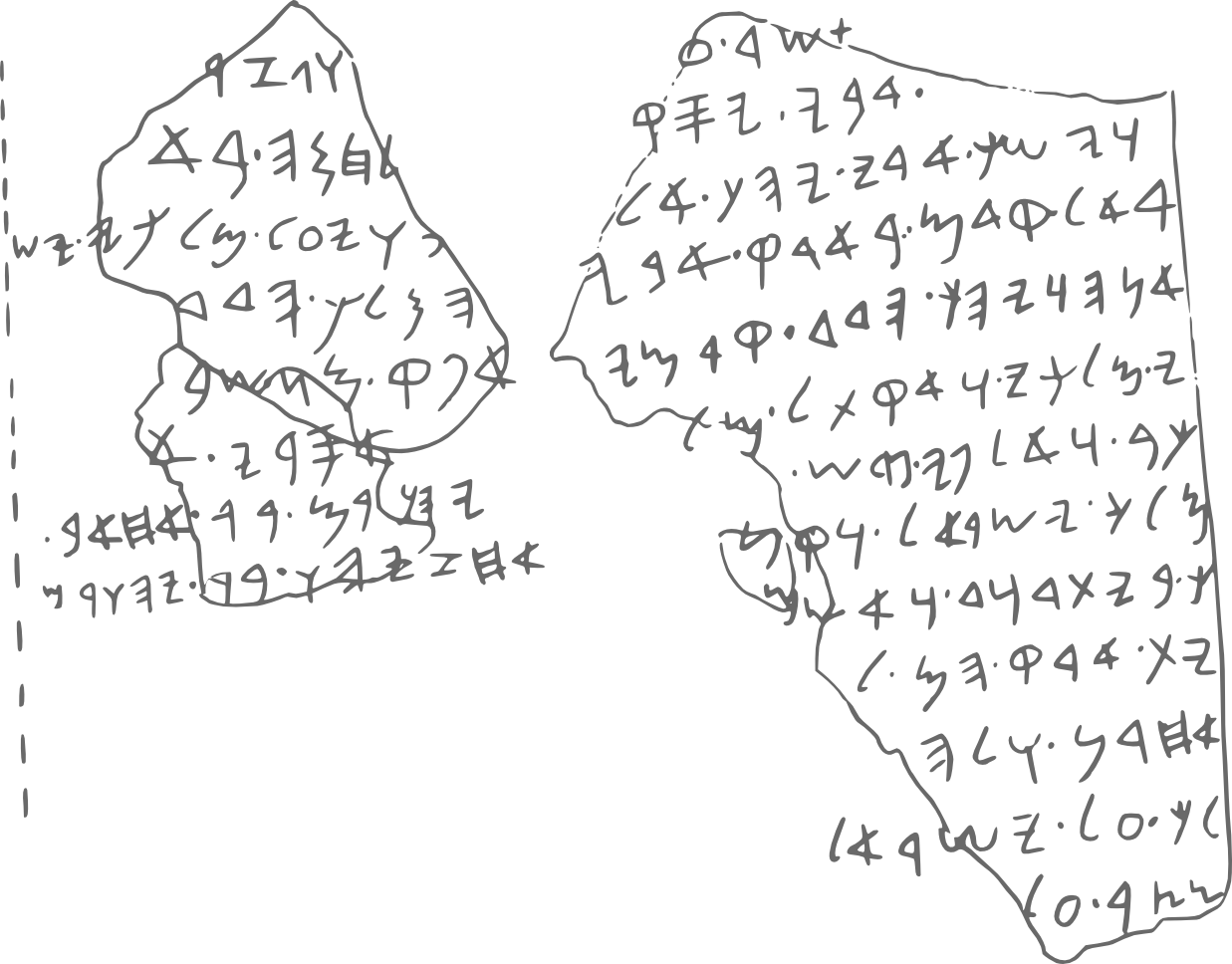
Älteste außerbiblische Erwähnung der davidischen Dynastie in der neunten Zeile von oben (Tel-Dan-Inschrift, um 840 v. Chr.)

Die biblischen Erzählungen zeichnen zwar die davidische und vor allem die salomonische Epoche als eine ideale Zeit, doch sind sie selbst deutlich später entstanden. In der Bibelwissenschaft wird heute allgemein angenommen, dass das Buch Samuel in der Zeit des Königs Josias von Juda aus verschiedenen Quellen zusammengestellt wurde. Josias regierte 640 bis 609 v. Chr. und versuchte, seine Herrschaft über das von den Assyrern geräumte Nordreich auszudehnen – die Geschichte vom vereinten Großreich unter David und Salomo ist aus Sicht der Bibelwissenschaft interessegeleitete Mythenproduktion und als Geschichtsquelle eher für die Zeit ihrer Entstehung interessant.
Durch eine 1993 gefundene Inschrift aus Tel Dan ist belegt, dass um 840 v. Chr. die Könige Judas tatsächlich als zum „Haus David“ gehörend betrachtet wurden. Im Gegensatz dazu äußerte der britische Archäologe Philip R. Davies  2003 die Möglichkeit, die Figur David sei „so historisch wie König Artus“. Es liegen keine archäologischen Funde vor, die mit Sicherheit seiner Person zugeordnet werden können. 
Auf der moabitischen Mescha-Stele aus dem 9. vorchristlichen Jahrhundert und in einem Relief, das der Pharao Scheschonq I. in Theben anfertigen ließ, ist möglicherweise der Name David erwähnt. Auch wird auf Texte aus der mesopotamischen Stadt Mari verwiesen, in denen das Wort dawidum in der Bedeutung Held oder Heerführer vorkommt. Demnach könnte David ursprünglich gar kein Personenname, sondern ein Titel gewesen sein, doch diese Lesart ist gleichfalls unsicher.
Einzelne Elemente der David-Erzählung scheinen aber historisch plausibel. So bestanden im Südreich Juda anders als im Nordreich Sauls bereits hebräische Städte, mit Hebron als Zentrum, deren Bevölkerung allgemein weniger kriegerisch mit den Nachbarvölkern umging als die Hebräer im Norden. Entsprechend dürften in Juda Söldnertruppen wie die Davids und auch die Verdingung für philistische Auftraggeber bekannt gewesen sein.

## Davidsgrab
Auf dem Berg Zion in Jerusalem wird als Davids Grabstätte das Davidsgrab verehrt. Es ist eine Heilige Stätte des Judentums. Die Authentizität als tatsächliche Grabstätte Davids ist nicht belegbar.

## Biographische Verweise in den Davidpsalmen
- Psalm 3: als er vor seinem Sohn Absalom floh (2.Samuel 15,13–17)
- Psalm 7: wegen der Worte Kuschs, des Benjaminiters (2.Samuel 16,5; 19,16)
- Psalm 18: als der HERR ihn aus der Hand aller seiner Feinde errettet hatte, auch aus der Hand Sauls (2.Samuel 22,1–51)
- Psalm 30: zur Einweihung des Hauses, des Tempels (2.Samuel 5,11.12; 6,17)
- Psalm 34: als er sich wahnsinnig stellte vor Abimelech (1.Samuel 21,11–16)
- Psalm 51: als der Prophet Nathan zu ihm kam, nachdem er zu Bathseba eingegangen war (2.Samuel 11,1–12,25)
- Psalm 52: als Doeg, der Edomiter, kam und Saul anzeigte: David ist in das Haus Abimelechs gegangen! (1.Samuel 22,9–10)
- Psalm 54: als die Siphiter kamen und zu Saul sprachen: Hält sich nicht David bei uns verborgen? (1.Samuel 23,19)
- Psalm 56: als ihn die Philister in Gath ergriffen (1.Samuel 21,11–12)
- Psalm 57: als er vor Saul in die Höhle floh (1.Samuel 22,1; 24,3)
- Psalm 59: als Saul das Haus bewachen ließ, um ihn zu töten (1.Samuel 19,11)
- Psalm 60: als er mit den Aramäern von Mesopotamien und mit den Aramäern von Zoba gekämpft hatte (2.Samuel 8,3–13)
- Psalm 63: als er in der Wüste Juda war (1.Samuel 23,14 oder 2.Samuel 15,23–28)
- Psalm 142: als er in der Höhle war (1.Samuel 22,1; 24,3)

## Gedenktage
- evangelisch: 29. Dezember im Kalender der Lutherischen Kirche – Missouri-Synode
- römisch-katholisch: 29. Dezember
- orthodox: 26. Dezember und Sonntag nach Weihnachten
- armenisch: 25. Dezember und 26. Dezember
- koptisch: 19. Dezember

## Wirkung in Kunst und Literatur

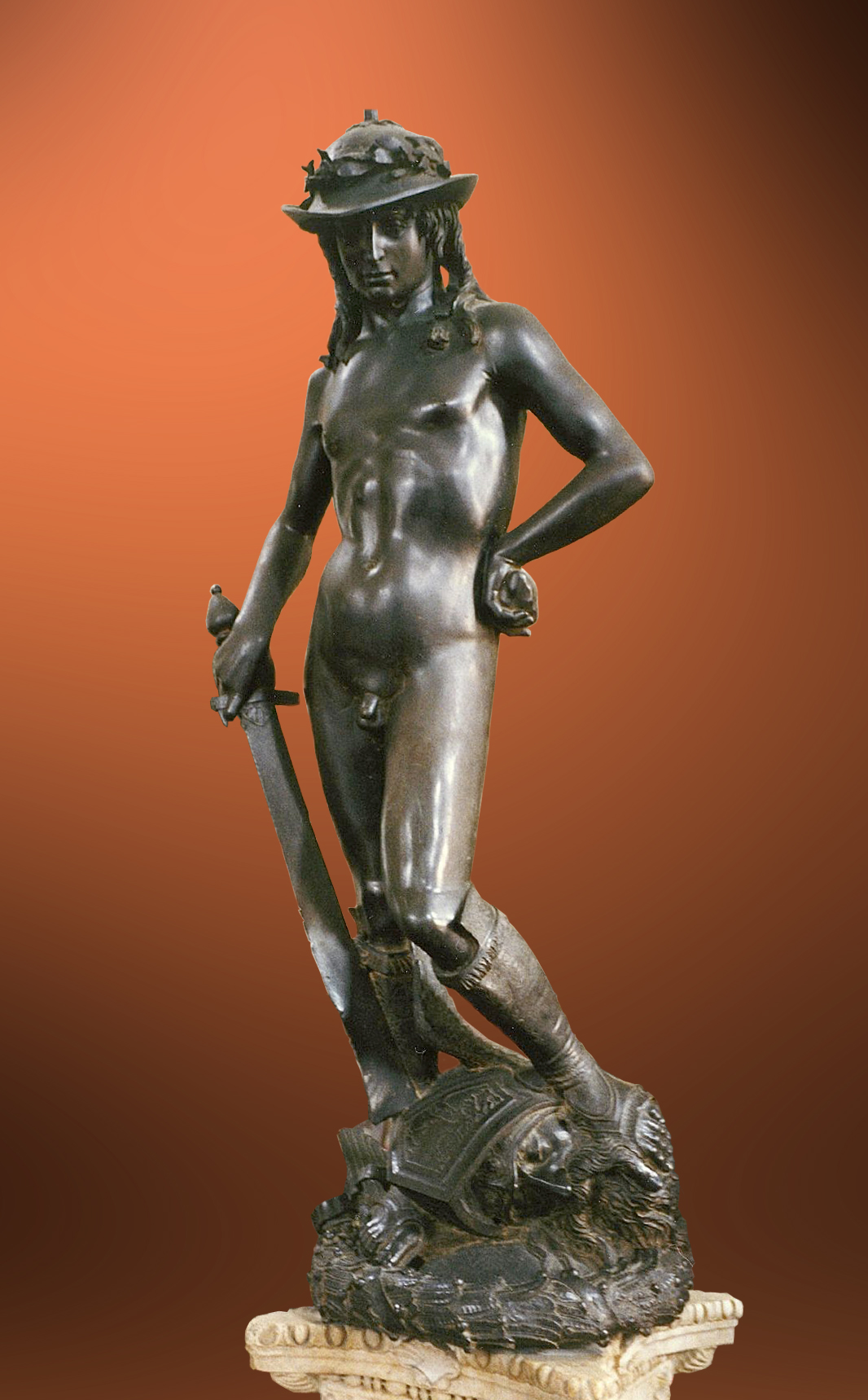
David-Bronzestatue von Donatello (um 1430)

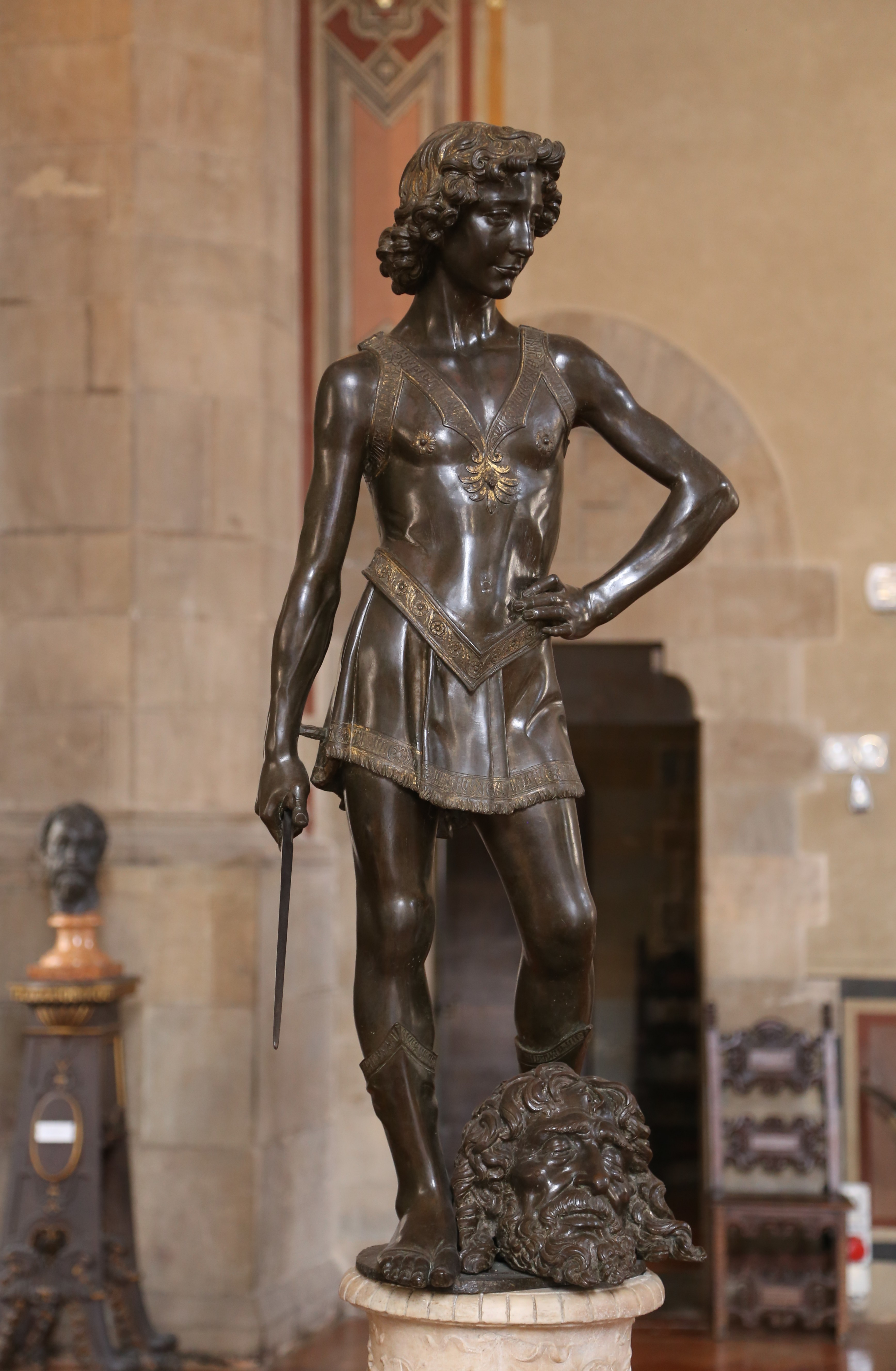
David-Bronzestatue von Andrea Verrocchio (1473–1475)

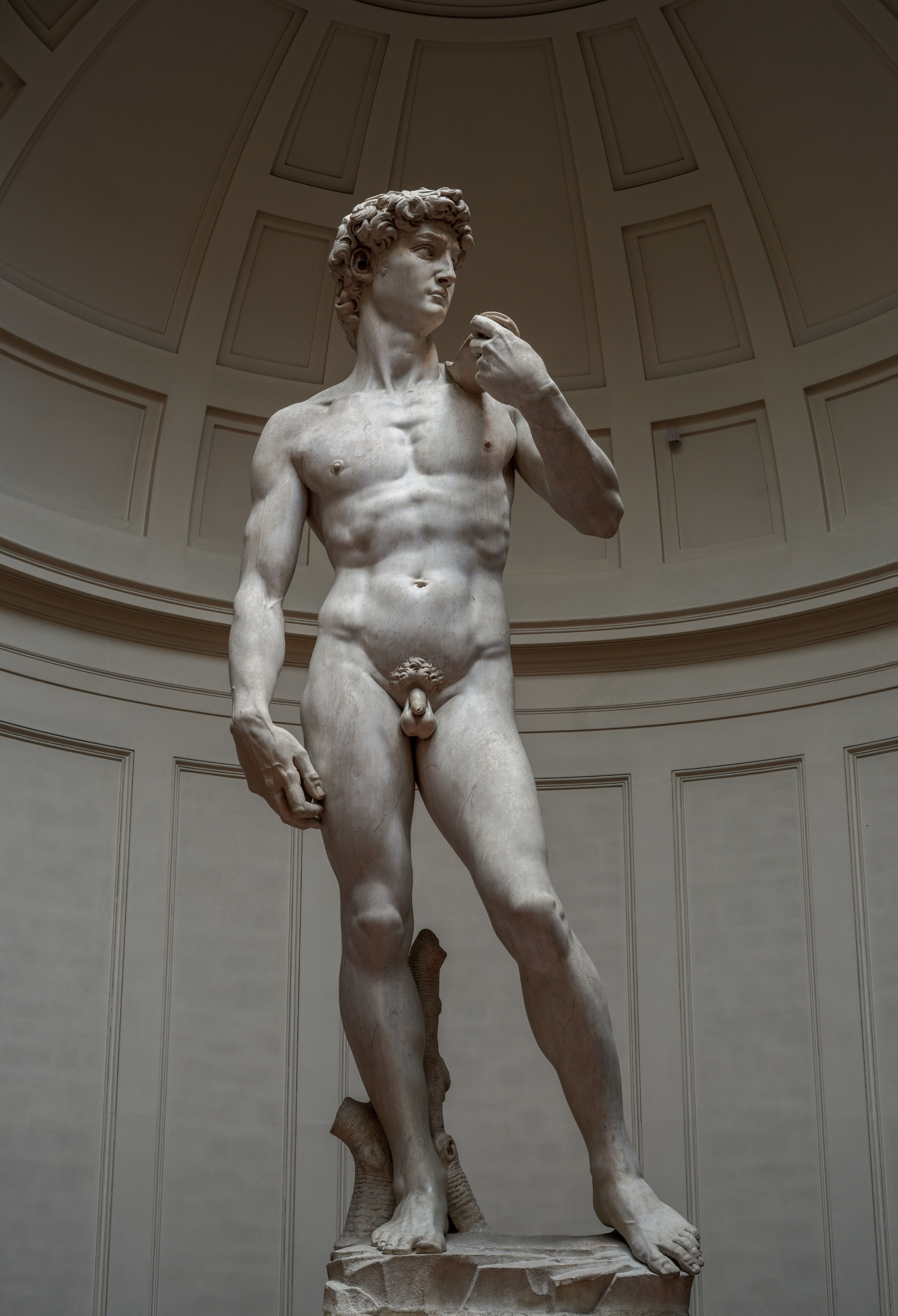
David-Skulptur des Michelangelo (1501–1504)

- David, Bronzestatue von Donatello (um 1430)
- David, Bronzestatue von Andrea del Verrocchio (1473–1475)
- David, Gemälde von Pedro Berruguete (1450–1504)
- David, Skulptur von Michelangelo (1501–1504)
- David, Skulptur von Gian Lorenzo Bernini (1623–1624)
- David et Jonathas, biblische Oper von Marc-Antoine Charpentier (1688)
- Davids Erhöhung, Schauspiel von Albert Ludwig Grimm (1811)
- David, Oratorium in zwei Teilen nach Worten der Heiligen Schrift Carl Gottlieb Reißiger (Musik) (1852)
- Die Historie von König David, Unvollendetes dramatisches Hauptwerk von Richard Beer-Hofmann (1906–1936)
- König David, symphonischer Psalm in drei Teilen von Arthur Honegger nach dem Drama von René Morax (1921/1923)
- David und Bathseba, Spielfilm (1951)
- David und Goliath, Spielfilm (1959)
- David, Isais jüngster Sohn, Erzählung von Adalbert Seipolt (1970)
- Der König David Bericht, Roman von Stefan Heym (1972)
- Weiß Gott, Roman von Joseph Heller (1984)
- König David, Spielfilm (1985)
- King David, Musical/Liederzyklus von Alan Menken (Musik) und Tim Rice (Text) (1997)
- Die Bibel – David, Spielfilm (1997)
- König David, Musiktheater von Christian Stückl (Text/Regie) und Markus Zwink (Musik) im Rahmen der Oberammergauer Passionsspiele (2005)
- David, Oper von Lorenz Dangel (Musik) und Giovanni Netzer (Libretto) (2007)
- Das Haus David, Miniserie (2025)